# Выборы губернатора Калининградской области (2024)
Досрочные выборы губернатора Калининградской области состоялись в единый день голосования, по решению избирательной комиссии проводились три дня подряд с 6 по 8 сентября 2024 года. Губернатор избирался сроком на 5 лет. На тот же срок избранный губернатор назначает членом Совета Федерации одного из трёх своих протеже, заявленных при выдвижении.
На 1 января 2024 года в Калининградской области было зарегистрировано 839 361 избирателей, из которых около 50,79 % (426 349 избирателей) в городском округе город Калининград. На выборах губернатора 2022 года в списках было 839 700 избирателей. Было выдано 323 347 избирательных бюллетеней, явка составила 38,49 %.

## Предшествующие события
Предыдущие выборы губернатора Калининградской области состоялись в 2022 году. На них был переизбран действующий губернатор и кандидат от «Единой России» Антон Алиханов, возглавлявший Калининградскую область с октября 2016 года после отставки и. о. Евгения Зиничева.
В апреле 2024 года несколько СМИ сообщили, что Антон Алиханов может получить должность в правительстве Российской Федерации, однако позже сам Алиханов опроверг эти слухи и подтвердил свое намерение остаться в Калининградской области.
11 мая 2024 года председатель Правительства Российской Федерации Михаил Мишустин, вступивший в должность, выдвинул кандидатуру Алиханова на должность министра промышленности и торговли Российской Федерации, вместо его прошлого руководителя Дениса Мантурова, ставшего вице-премьером, курирующим в том числе промышленность. На период парламентских процедур Алиханов назначил временно исполняющим обязанности губернатора своего заместителя Сергея Елисеева.
14 мая 2024 года Государственная дума утвердила кандидатуру Антона Алиханова на должность министра промышленности и торговли. За — 430 депутатов, против — 0. В тот же день назначен на должность указом Владимира Путина.
15 мая 2024 года президент Российской Федерации Владимир Путин назначил заместителя министра промышленности и торговли Алексея Беспрозванных временно исполняющим обязанности губернатора Калининградской области до вступления в должность лица, избранного на выборах 8 сентября 2024 года.

## Организация выборов
Избирательная комиссия Калининградской области состоит из 14 членов с правом решающего голоса. Действующий состав сформирован в мае 2021 года на 5 лет (2021—2026). Половину назначил губернатор Калининградской области, половину — депутаты законодательного собрания. Должность председателя с июня 2014 года занимает Инесса Винярская (переизбрана на 5 лет в 2016 году, затем в 2021 году).
1 июня 2024 года избирательная комиссия Калининградской области решила провести голосование на выборах в течение трёх дней — 6, 7 и 8 сентября.
Ключевые даты
- 30 мая 2024 года — депутаты заксобрания Калининградской области единогласно приняло постановление о назначении досрочных выборов губернатора Калининградской области на единственно возможную дату — 8 сентября 2024 года[14]. Законом на это отводится период за 100—90 дней до дня голосования, то есть с 30 мая по 9 июня 2024 года.
  - с 1 по 21 июня — период выдвижения кандидатов. Агитационный период начинается со дня выдвижения кандидата и прекращается за одни сутки до дня голосования.
  - с 9 до 19 июля — представление документов для регистрации кандидатов, к заявлениям должны прилагаться листы с подписями депутатов.
  - c 10 августа до полуночи 6 сентября — период агитации в СМИ.
  - с полуночи 6 сентября до начала выборов — время тишины.
  - с 6 до 8 сентября — дни выборов.

## Выдвижение и регистрация кандидатов
В Калининградской области кандидаты выдвигаются только политическими партиями, имеющими право участвовать в выборах, или их региональными отделениями.
Каждый кандидат при регистрации должен представить список из трёх человек, один из которых, в случае избрания кандидата, станет представителем правительства региона в Совете Федерации.

### Муниципальный фильтр
В Калининградской области кандидаты должны собрать от 30 до 32 подписей депутатов представительных органов муниципальных и городских округов из не менее чем 17 муниципалитетов.

## Кандидаты
Кандидатов выдвинули 5 партий. К 19 июля 2024 года избирательная комиссия зарегистрировала 4 кандидатов. 26 июля избирком отказал в регистрации кандидату от партии «Яблоко» Роману Морозову, так как он не представил листы поддержки с подписями муниципальных депутатов для прохождения муниципального фильтра. Морозов заявил, что собирал подписи в Калининграде и в шести городах области, но ни один муниципальный депутат не согласился оставить подпись за кандидата, идущего на выборы под лозунгом «За Мир и Свободу! За соглашение о прекращении огня!». Партия «Яблоко» на протяжении всего существования муниципального фильтра критикует эту процедуру, так как считает её искусственным барьером для оппозиционных власти кандидатов и реальных конкурентов. 
| Кандидат              | Возраст              | Должность (на момент выдвижения)                                     | Субъект выдвижения                | Статус              | Кандидаты в Совет Федерации |
| --------------------- | -------------------- | -------------------------------------------------------------------- | --------------------------------- | ------------------- | --- |
| Алексей Беспрозванных | 45 лет (23.08.1979)  | временно исполняющий обязанности губернатора Калининградской области | «Единая Россия»                   | зарегистрирован     | - Екатерина Манюк, директор Калининградского областного историко-художественного музея - Евгений Морозов, депутат Заксобрания Калининградской области - Александр Шендерюк-Жидков, действующий сенатор от Калининградской области |
| Максим Буланов        | 38 лет (14.05.1986)  | депутат Заксобрания Калининградской области                          | КПРФ                              | зарегистрирован     | - Артём Вертепов, депутат Заксобрания Калининградской области, предприниматель - Рустам Касумов, депутат Совета депутатов Зеленоградского муниципального округа - Сергей Рузметов, депутат Заксобрания Калининградской области    |
| Евгений Мишин         | 40 лет (4.06.1984)   | депутат Заксобрания Калининградской области                          | ЛДПР                              | зарегистрирован     | |
| Роман Морозов         | 49 лет (21.06.1975)  | юрист, правозащитник                                                 | «Яблоко»                          | отказ в регистрации | — |
| Юрий Шитиков          | 63 года (17.01.1961) | депутат Заксобрания Калининградской области                          | «Справедливая Россия — За правду» | зарегистрирован     | - Леонид Кобяк, индивидуальный предприниматель - Владимир Скрыпник, доцент - Георгий Цукан, депутат Гурьевского окружного Совета депутатов                                                                                        |

## Итоги выборов
| Место                       | Место                       | Кандидат                    | Партия                      | Голосов   | %       |
| --------------------------- | --------------------------- | --------------------------- | --------------------------- | --------- | ------- |
|                             | 1.                          | Алексей Беспрозванных       | Единая Россия               | 270 919   | 76,55 % |
|                             | 2.                          | Евгений Мишин               | ЛДПР                        | 33 670    | 9,51 %  |
|                             | 3.                          | Максим Буланов              | КПРФ                        | 23 249    | 6,57 %  |
|                             | 4.                          | Юрий Шитиков                | СРЗП                        | 20 791    | 5,87 %  |
| Действительных бюллетеней   | Действительных бюллетеней   | Действительных бюллетеней   | Действительных бюллетеней   | 348 629   | 98,5 %  |
| Недействительных бюллетеней | Недействительных бюллетеней | Недействительных бюллетеней | Недействительных бюллетеней | 5293      | 1,5 %   |
| Всего                       | Всего                       | Всего                       | Всего                       | 353 922   | 100 %   |
|                             |                             |                             |                             |           |         |
| Явка                        | Явка                        | Явка                        | Явка                        | 353 922   | 42,17 % |
| Число избирателей           | Число избирателей           | Число избирателей           | Число избирателей           | 839 206   | 100 %   |
|                             |                             |                             |                             |           |         |
| Источник:                   | Источник:                   | Источник:                   | Источник:                   | Источник: | [ 21 ]  |